# Regiones de Cuba

Regiones culturales de Cuba

Aunque no tienen función administrativa, tradicionalmente la isla de Cuba se divide en tres regiones geográficas, económicas y culturales: occidental, central y oriental.
- La Región Occidental comprende las provincias de Artemisa, La Habana, Matanzas, Mayabeque y Pinar del Río, así como la Isla de la Juventud. La región occidental es, debido a la capitalidad de La Habana, la región más cosmopolita. En su paisaje, las regiones montañosas como la Cordillera de Guaniguanico se combinan con extensas llanuras ideales para el cultivo de tabaco, caña, fruta y arroz. Entre La Habana y Matanzas es la región con más población afrocubana y con más presencia santera.
- La Región Central comprende las provincias de Cienfuegos, Camagüey, Sancti Spíritus, Ciego de Ávila y Villa Clara. Las llanuras del centro de la isla han propiciado el cultivo de la caña de azúcar, la piña o el plátano. También destacan zonas industriales aisladas, especialmente en el sector textil y metalúrgico. También se destaca por ser un destino turístico demasiado conocido, por los cayos al norte de Villa Clara hasta Camagüey.
- La Región Oriental comprende las provincias de Granma, Guantánamo, Holguín y Santiago de Cuba. La economía de la región oriental se basa principalmente en la agricultura y la explotación minera y forestal. Es la región más montañosa del país, de cuyas sierras se extrae níquel, hierro o cobalto. El Oriente es, además, la cuna del bolero, de la trova y del son, de grandes cantantes como Ibrahim Ferrer y de icónicas letras como La Bayamesa o la Guantanamera.

Si bien Las Tunas y su provincia se puede clasificar, según la fuente, en la región central o en la oriental, lo cierto es que por sus características intermedias está a medio camino entre ambas regiones. Debido a esta ambigüedad, el antropólogo cubano Antonio Núñez Jiménez determinó en El archipiélago cubano una cuarta región llamada «Centro-Oriental», aunque ésta no tuvo mucha aceptación posterior. Cada una de las tres regiones ocupa aproximadamente los territorios que los departamentos en los que se dividió la Capitanía General de Cuba durante la época colonial española (occidental, central y oriental), entre 1827 y 1878. Previo a 1827, la isla solo se dividió en dos gobiernos, el de La Habana u «occidental», y el de Santiago u «oriental» (véase también: Historia territorial de Cuba).

## Otras divisiones

### Regiones según la orografía
El antropólogo cubano Antonio Núñez Jiménez distinguió 5 regiones naturales en Cuba:
- Occidental
- Central
- Camagüey-Maniabón
- Este
- Isla de Pinos

Para esta división, Núñez se basó en las diferencias fisiográficas (relieve y morfología) entre regiones. A su vez, estas cinco regiones se subdividen en 45 subregiones y 38 zonas fisiográficas.

### Zonas geolectales del español de Cuba
En 1982, el lingüista Luis Roberto Choy López propuso una división de cinco zonas geolectales del español de Cuba basándose en el consonantismo de las principales ciudades cubanas:
- Zona occidental (I) (occidental): Pinar del Río, La Habana (actuales Artemisa y Mayabeque), Matanzas, Cienfuegos y Trinidad
- Zona central (II): Santa Clara, Sancti Spíritus y Ciego de Ávila
- Zona centroriental (III): Camagüey, Las Tunas, Holguín, Manzanillo y Bayamo (Granma)
- Zona suroriental (IV): Santiago de Cuba y Guantánamo
- Zona extremoriental (V): Baracoa

Esta zonificación lingüística fue ampliada posteriormente en el Atlas Lingüístico de Cuba (Lourdes Montero Bernal et al., 2013).